# Ладислав Качані
Ладислав Качані (чеськ. Ladislav Kačáni, 1 квітня 1931, Лученець — 5 лютого 2018, Братислава) — чехословацький футболіст, що грав на позиції нападника. По завершенні ігрової кар'єри — тренер. 

## Клубна кар'єра
У дорослому футболі дебютував 1953 року виступами за команду «Інтер» (Братислава), кольори якої і захищав протягом усієї своєї кар'єри гравця, що тривала тринадцять років. 1959 року виборов титул чемпіона Чехословаччини.

## Виступи за збірну
1953 року дебютував в офіційних матчах у складі національної збірної Чехословаччини.
У складі збірної був учасником чемпіонату світу 1954 року у Швейцарії, де виходив на поле у двох матчах.
Загалом протягом кар'єри у національній команді, яка тривала 10 років, взяв участь у 20 матчах і забив три голи.

## Кар'єра тренера
Розпочав тренерську кар'єру невдовзі по завершенні кар'єри гравця, 1967 року, очоливши тренерський штаб свого рідного «Інтера» (Братислава).
Протягом 1971–1972 років разом з Ладиславом Новаком тренував збірну Чехословаччини, а згодом працював з  «Локомотивом» (Кошиці).
Помер 5 лютого 2018 року на 87-му році життя у місті Братислава.

## Титули і досягнення
- Чемпіон Чехословаччини (1):

«Інтер» (Братислава): 1958-1959